# الکساندر یوویچ
الکساندر یوویچ (صربی: Aleksandar Jović؛ زادهٔ ۱۳ آوریل ۱۹۷۲) بازیکن سابق و مربی فوتبال اهل صربستان است.
از باشگاه‌هایی که در آن بازی کرده‌است می‌توان به باشگاه فوتبال کیکرز اوفنباخ، باشگاه فوتبال هانزا روستوک، باشگاه فوتبال فرنتس‌واروش، باشگاه فوتبال ستاره سرخ بلگراد، باشگاه فوتبال کارل زایس ینا، باشگاه فوتبال پائوک، و باشگاه فوتبال چوکاریچکی اشاره کرد.
وی همچنین در تیم ملی فوتبال صربستان و مونته‌نگرو بازی کرده‌است.